# Azérichig

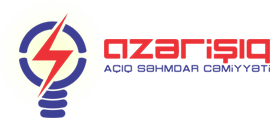
Azérichig (Société par actions ouverte)

L’histoire d’Azérichig SPAO (en azéri: Azərişıq Açıq Səhmdar Cəmiyyəti) a également été formée à Bakou avec l’histoire de l’électricité. La première centrale électrique de Bakou a été installée en 1895 sur la route de Bayil. En 1903, le nombre de centrales atteint 70. 

## Histoire

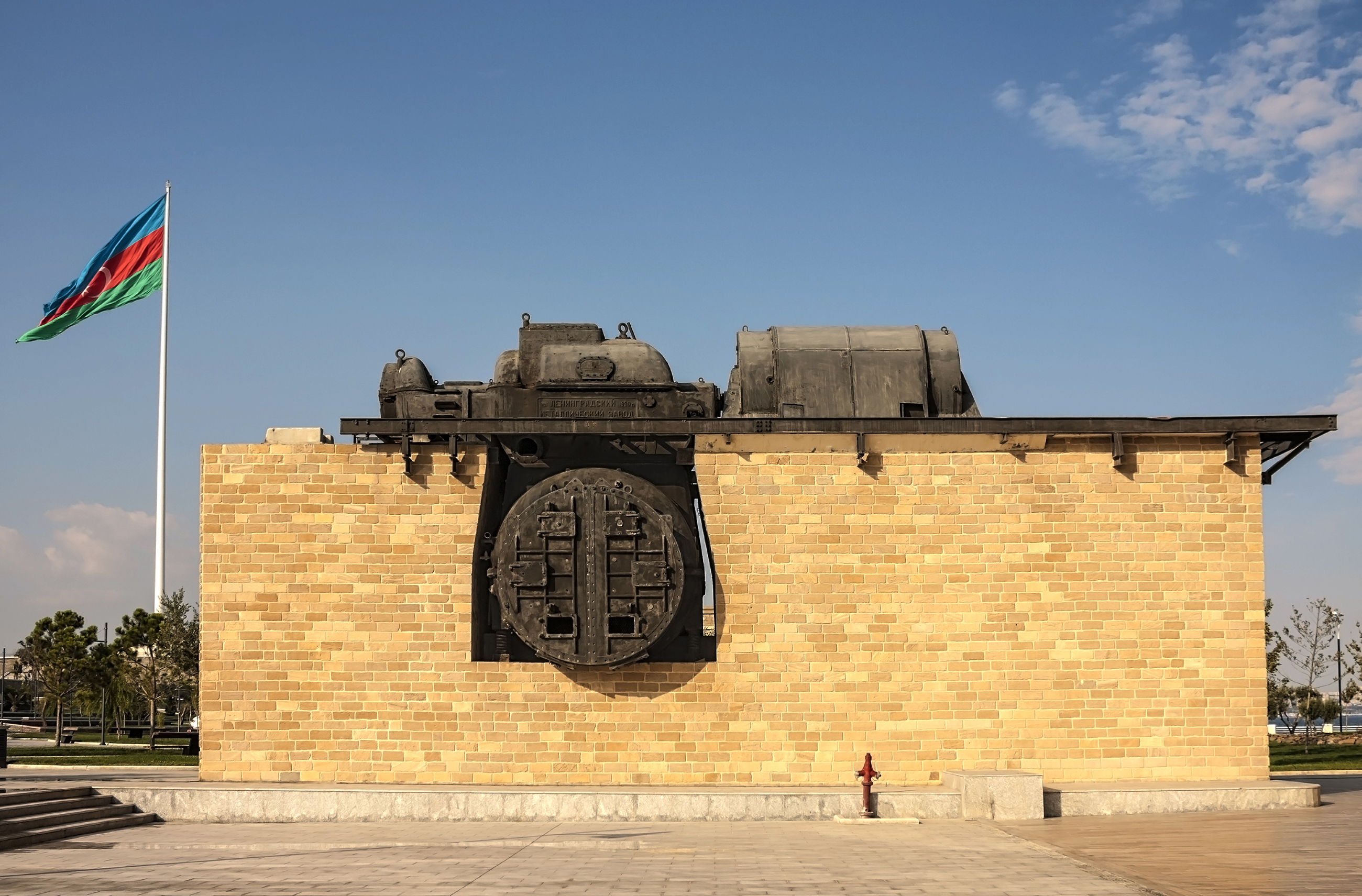
Centrale électrique de Bayil, 2015.

En 1880, la compagnie de croisières " Caucase et Mercure " sur la Volga et la mer Caspienne avait installé de nouvelles lanternes électriques dans le port de passagers de Bakou.
Le 21 janvier 1899, la succursale de Bakou de la société par actions berlinoise "Elektritcheskaya Sila" est créée dans la ville, filiale de la société 1886 « Société d'éclairage électrique » de Siemens et Halské. Cette entreprise était impliquée dans les travaux de financement, de conception et d’enquête, de construction, de matériel et de fournitures. 
Le millionnaire Hadji Zeynalabdin Taghiyev faisait partie du conseil d’administration de la section de "Electritcheskie Sila" à Bakou. Les fondateurs de la société étaient le baron Vrangel, le graphiste I. Golenichev-Koutouzov-Tolstoy et le véritable consultant civil V. Goloubev.
Parallèlement aux investissements étrangers, la part des investissements locaux a été accrue par Haji Zeynalabdin Taghiyev, Moussa Naghiyev, Issa Bey Hadjinski, Chamsi Asadullayev, Mourtouza Moukhtarov et d'autres.
La société par actions Elektrieskaya Sila s’est engagée dans la préparation de laboratoires de recrutement, la correspondance avec diverses organisations, les propriétaires d’huile, les hommes d’affaires, l’administration de la ville, ainsi que le recrutement de travailleurs et de spécialistes sur invitation avant de commencer la construction. 
Au début du mois de juillet 1901, la centrale électrique de Bibi-Heybat a été testée et une semaine plus tard, elle a été mise en service. Un an plus tard, la centrale de Ville blanche a été chargée de fournir du pétrole à Sabountchou et aux raffineries de Ville noire.
Plus de 50% de l'électricité utilisée par l'Association des frères Nobel et la "Société de l'industrie et des produits pétroliers de la mer Caspienne-Mer Noire" du Baron Rothschild.
En mars 1906, deux lignes de tension de 8,1 km ont été construites à partir de la centrale de Ville blanche jusqu’à l’huile de Balakhani.
En 1916, 1638 des 3750 mines exploitées à Abcheron ont été électrifiées.
Le développement suivant a eu lieu en 1909-1920. Dans le même temps, les réseaux aériens et câblés ont été renforcés. Plus de 60 transformateurs et points de distribution ont été installés dans les districts de Balakhani, Ramana et Sourakhani. En 1913, Bibi-Heybat dut être agrandi, car les réserves de la station étaient épuisées.

## Structure
- Le réseau électrique de Bakou fonctionne dans les structures suivantes depuis 1920 :
- Jusqu'en 1929, il était membre du département "Electrotok" d'Azneft.
- En 1929, le Comité exécutif central de l'URSS passa la décision au conseil municipal de Bakou.
- En 1963, par décret du Conseil des ministres de la République d'Azerbaïdjan, il a été transféré au ministère d’Azərenerji (Azérenergie).
- De 1969 à 2000, il était membre du comité exécutif du comité exécutif de la ville de Bakou.
- Sur ordre du président de 2000 à 2002, il a été transféré au ministère du Développement économique sous le nom de "Bakielektrikchébéké" SAO (Réseau électrique de Bakou)[1].

## Coopération
Azérichig SPAO a signé un accord de prêt avec la Banque asiatique de développement (BAD) le 22 juillet 2016 dans le cadre du «Programme d'investissement pour l'amélioration de la distribution d'énergie - Tranche 1». En 2016, la BAD a approuvé une facilité de prêt de 750 millions de dollars pour le développement de la fiabilité de l'énergie en Azerbaïdjan. Grâce à cet accord, la réhabilitation des sous-stations et des lignes du réseau de distribution et l'installation de services clients modernes seront réalisées.